# Samuel Inkoom
Samuel Inkoom (nascut el 22 d'agost de 1989 en Sekondi-Takoradi) és un futbolista ghanès que juga actualment de defensa pel FC Basel de la lliga suïssa de futbol.